# Sobrejunteros
Los sobrejunteros eran unos funcionarios de nombramiento real existentes en la monarquía aragonesa, cuya misión era facilitar la administración de justicia. Creadas las Juntas y corporaciones por varias ciudades, con el fin de no dar asilo a los malhechores y, por el contrario, proceder a su persecución, se puso al frente de cada Junta un presidente, jefe o sobrejuntero.
La primera disposición foral acerca de ellos da idea de su Institución y aun de algunos de los abusos que cometían, puesto que se les prohibió cometerlos. En el libro 9.º de los Fueros, que ya son de Jaime II y con el título De offitio suprajunctariorum se dice que "los sobrejunteros ejecuten las sentencias del Justicia de Aragón y las que se les comuniquen de parte del rey y las que les mandase el gobernador de Aragón y también las sentencias de los demás jueces y no sean negligentes en ello. No citen ni enbarguen a nadie sin mandato del rey, del gobernador, del Justicia o de los jueces y esto sin entrometerse a conocer las causas, pero tengan obligación de perseguir de oficio a los ladrones, homicidas y demás malhechores, con requisitoria o sin requisitoria y prenderlos; y hagan que pongan de manifiesto los hurtos y robos y éstos hagan que se restituyan a sus dueños, sin llevar nada por ello."
Lo más grave, dice Vicente de la Fuente, era que si el sobrejuntero era negligente o andaba remiso en la ejecución de las sentencias o en el desempeño de su oficio, tenía que responer de daños y perjuicios a las partes reclamantes que tuvieran asuntos que litigar.
- El contenido de este artículo incorpora material del tomo 56 de la Enciclopedia Universal Ilustrada Europeo-Americana (Espasa), cuya publicación fue anterior a 1945, por lo que se encuentra en el dominio público.

- Datos: Q6130663